# 風早 (柏市)
風早（かざはや）は、千葉県柏市の町丁。2017年10月31日現在の人口は0人。現行行政地名は風早一丁目および風早二丁目。工業団地である風早工業団地が所在する。郵便番号277-0924。

## 地理
北は大島田、北西は岩井、東は箕輪、南東は藤ケ谷、南は藤ケ谷新田、藤ケ谷、南西は高柳、西は塚崎に隣接している。

## 小・中学校の学区
市立小・中学校に通う場合、学区は以下の通りとなる。
| 丁目       | 番地      | 小学校                   | 中学校           |
| ---------- | --------- | ------------------------ | ---------------- |
| 風早一丁目 | 6～10番地 | 柏市立風早南部小学校     | 柏市立風早中学校 |
| 風早一丁目 | 1～5番地  | 柏市立大津ケ丘第二小学校 | 柏市立風早中学校 |
| 風早二丁目 | 1番地     | 柏市立大津ケ丘第二小学校 | 柏市立風早中学校 |
| 風早二丁目 | 2～3番地  | 柏市立風早南部小学校     | 柏市立風早中学校 |

## 施設

### 一丁目
- 柏市沼南商工会
- エフ・ジー・アール
- オートバックス千葉
- オートウェーブ柏沼南店
- エコロジスタ
- UDトラックスジャパン柏支店
- TCM販売柏支店
- ヤマトホームコンビニエンス
- 共同企業体トーセキアスコン
- 新光重機柏営業所
- 三井食品常葉支店
- わたなべ紙化
- メタルリサイクル
- 日立物流首都圏沼南営業所
- ダイハツ千葉販売沼南店
- 花王ロジスティクス沼南センター
- 協和工業
- ピップ物流沼南営業所

### 二丁目
- 八光金属興業
- 柴田建設
- J・Tエースター
- 旭食品千葉支店
- 丸全京葉物流千葉物流センター営業所
- 丸順重工関東営業所
- 安田倉庫
- 川和
- テクニカルセンター

## 交通

### 道路
- 国道
  - 国道16号